# Соколов-Олександров Віталій Олександрович
Соколов-Олександров Віталій Олександрович — радянський, український кінооператор.

## Життєпис
Народився 26 січня 1955 р. в Одесі. Закінчив Всеросійський державний інститут кінематографії (1989). Працював в Одесі.
Зняв фільми: «Каталажка» (1990, у співавт. з В. Панковим), «Перший поверх» (1990, у співавт. з В. Панковим), «Екстрасенс» (1992), «Кур'єр на схід» (1991, у співавт. з В. Панковим), «Людина К» (1992), «Зроби мені боляче» (1993, Росія—Україна), «Другий» (1994).
Був членом Спілки кінематографістів України.
Виїхав з України 1999 р.